# Habronyx amoenus
Habronyx amoenus là một loài tò vò trong họ Ichneumonidae.